# Аджинджал, Боча Миджитович
Боча Миджитович Аджинджал (28 декабря 1937, село Пакуаш, Очамчырский район, Абхазская АССР, Грузинская ССР, СССР — 20 августа 2019, Санкт-Петербург, Российская Федерация) — искусствовед, общественный деятель Абхазии, почетный председатель Санкт-Петербургского Абхазского общества «Апсны», заслуженный работник культуры Республики Абхазия (2015).

## Биография
Выпускник ткуарчалской средней школы № 1 1957 года.
- 1957—1958 работал мотористом на центральной обогатительной фабрике.
- 1958—1959 гг. — бурильщик Ткуарчалшахтостроя, политрук шахты № 2.
- 1959—1960 гг. — инструктор Ткуарчалского горкома ЛКСМ.
- 1960 г. поступил на филологический факультет СГПИ им. А. М. Горького. Подрабатывал экскурсоводом, знакомил с историей и культурой Абхазии туристов, приезжавших со всех концов СССР.
- 1967 г. — младший научный сотрудник Абхазского государственного краеведческого музея, а также преподаватель истории изобразительного искусства в Сухумском художественном училище.
- 1968—1970 гг. — инспектор учреждений искусства Министерства культуры Абхазской АССР.
- 1970—1975 гг. — корреспондент отдела культуры газеты «Аԥсны ҟаԥшь».
- 1975—1976 гг. — директор художественных производственных мастерских Союза художников Абхазии.

## Научная деятельность
С 1976 г. — младший научный сотрудник Абхазского НИИ истории, языка и литературы им. Д. И. Гулиа, занимается изучением проблемы изобразительного искусства с древнейших времен по XX век.
В 1978 подготовил и издал альбом работ выдающегося абхазского живописца, графика, художественного критика и сценографа петербургских императорских театров 1906—1918 гг., сценографа Дягилевских сезонов за рубежом (1920—1930) А. К. Чачба (Шервашидзе).
В 1980 г. подготовил и издал сборник очерков об искусстве «Искры искусства» (Сухум).
- 1985 г. издал многолетний труд «Страницы большой жизни», посвященный художнику А. К. Чачба,
- 1986 г. — издал альбом работ художника Н. А. Писарчука.
- 1987 г. участвует в археологических раскопках грота Агца в селе Анхуа Гудаутского района. организованной Абхазским НИИ языка, литературы и истории и Институтом археологии АН СССР.

Боча Миджитович внес большой вклад в исследование абхазского искусства, в особенности, выдающегося абхазского художника, сценографа, театрального критика Александра Шервашидзе-Чачба. Научная работа была прервана Отечественной войной 1992—1993 в Абхазии. В середине 1990-х годов, находясь в Санкт-Петербурге, он возобновил научную деятельность. В декабре 2007 года организовал выставку А. К. Чачбы в музее-квартире И. И. Бродского в Петербурге (совместно с Ю. М. Иваненко). В феврале 2012 года в Санкт-Петербургской театральной библиотеке открылась четвертая выставка, посвященная творчеству А. К. Чачбы.

## Основные работы
- Альбом Александр Константинович Чачба-Шервашидзе. — Сухум, «Алашара», 1978.
- Искры искусства". — Сухум, изд. «Алашара». — 1980.
- Страницы большой жизни. — Сухум, 1985
- Князь Александр Чачба. Статьи об искусстве. Отрывки из писем и записных книжек (Сост. Б. М. Аджинджал). Издательство Н. А. Разумовой. СПб., 1998 ISBN 5-89604-007-5
- Абхазское искусство. — Сухум — СПб., 2004. — 136 с.
- Александр Чачба. — Сухум — Санкт-Петербург, 2009. — 136 с.
- Абхазские воины на защите Ленинграда. — Санкт-Петербург, 2010. — 176 с.
- Художник Александр Чачба: Жизнь. Творчество. Судьба. — Сухум: Абгосиздат, 2017. — 208 с. (на абх.языке)
- Монография «Искусство древней Абхазии от палеолита до ранней античности (по археологическим данным)» (частично опубликована в учебном пособии «История Абхазии», изданном в Гудауте в 1993 г.).
- История абхазского советского изобразительного искусства с 1921—1990 гг. (монография сгорела во время войны)

## Общественная деятельность
Боча Миджитович Аджинджал был активным участником национально-освободительного движения Абхазии с 1967 года.
В 1993 он создает в г. Санкт-Петербурге культурно-благотворительное общество «Апсны». Оно помогало во время войны раненым воинам Абхазии, проходившим лечение в Санкт-Петербурге. Общество «Апсны» оказывало помощь также беженцам из Абхазии, а также проводило большую работу по содействию межнациональному согласию, развитию интереса к истории, культуре и традициям Абхазии, изучению и пропаганде российско-абхазских культурных взаимоотношений. До 2005 г. Б. Аджинджал являлся заместителем председателя общества «Апсны». По его инициативе впервые в Санкт-Петербурге была открыта Абхазская воскресная школа и создан хореографический ансамбль «Амра».
Доктор исторических наук, профессор Т.Смирнова так отзывалась о Б. М. Аджинджале: "…Боча Аджинджал пропагандирует абхазскую культуру на берегах Невы. Его знают во всех национально-культурных объединениях нашего города. Он является желанным гостем на праздниках всех национальностей Петербурга. Неутомимый организатор культурных мероприятий абхазов, принципиальный и ответственный руководитель (журнал «Караван», № 1, 2007 г.).
Благодаря Б. Аджинджалу на Пискаревском кладбище появилась и плита с надписью: «Защитникам блокадного Ленинграда уроженцам Абхазии».

## Награды
В 2005 г. награждён орденом «Ахьдз-Апша» III степени, юбилейной медалью в честь 300-летия СПб.
21 июня 2012 г. избран действительным членом Петровской Академии наук и искусств, став первым абхазом, принятым в эту организацию.